# Tehovec
Tehovec település Csehországban, a Kelet-prágai járásban. Tehovec Říčany, Mukařov, Babice, Tehov és Svojetice településekkel határos. Lakosainak száma 646 fő (2024. január 1.).

## Népesség
A település lakosságának változását az alábbi diagram mutatja:
| Lakosok száma | 268  | 278  | 296  | 272  | 255  | 481  | 551  | 621  | 676  | 646  |
|               | 1869 | 1900 | 1921 | 1961 | 1980 | 2011 | 2016 | 2019 | 2021 | 2024 |